# Sprintvärldsmästerskapen i kanotsport 2017
Sprintvärldsmästerskapen i kanotsport 2017 anordnades den 23-27 augusti i Račice, Tjeckien.

## Medaljsummering

### Medaljtabell

#### Kanot och kajak
| Pl.    | Nation         | Guld | Silver | Brons | Totalt |
| ------ | -------------- | ---- | ------ | ----- | ------ |
| 1      | Tyskland       | 6    | 5      | 1     | 12     |
| 2      | Ungern         | 5    | 3      | 2     | 10     |
| 3      | Ryssland       | 2    | 2      | 1     | 5      |
| 4      | Tjeckien       | 2    | 1      | 3     | 6      |
| 5      | Nya Zeeland    | 2    | 1      | 1     | 4      |
| 6      | Belarus        | 2    | 0      | 4     | 6      |
| 7      | Australien     | 2    | 0      | 0     | 2      |
| 7      | Kanada         | 2    | 0      | 0     | 2      |
| 9      | Spanien        | 1    | 2      | 0     | 3      |
| 10     | Portugal       | 1    | 1      | 0     | 2      |
| 11     | Storbritannien | 1    | 0      | 3     | 4      |
| 12     | Serbien        | 1    | 0      | 2     | 3      |
| 13     | Polen          | 0    | 2      | 2     | 4      |
| 14     | Danmark        | 0    | 2      | 1     | 3      |
| 14     | Italien        | 0    | 2      | 1     | 3      |
| 16     | Kuba           | 0    | 2      | 0     | 2      |
| 17     | Georgien       | 0    | 1      | 0     | 1      |
| 17     | Rumänien       | 0    | 1      | 0     | 1      |
| 17     | Slovakien      | 0    | 1      | 0     | 1      |
| 17     | Sverige        | 0    | 1      | 0     | 1      |
| 21     | Slovenien      | 0    | 0      | 2     | 2      |
| 21     | Ukraina        | 0    | 0      | 2     | 2      |
| 23     | Brasilien      | 0    | 0      | 1     | 1      |
| 23     | Iran           | 0    | 0      | 1     | 1      |
| 23     | Lettland       | 0    | 0      | 1     | 1      |
| Totalt | Totalt         | 27   | 27     | 28    | 82     |

### Herrar

#### Kanadensare
| Gren       | Guld                                                                 | Tid       | Silver                                                              | Tid       | Brons                                                                     | Tid       |
| C–1 200 m  | Artsiom Kozyr Belarus                                                | 38,161    | Zaza Nadiradze Georgien                                             | 38,439    | Adel Mojallali Iran                                                       | 38,605    |
| C–1 500 m  | Martin Fuksa Tjeckien                                                | 1:49,725  | Carlo Tacchini Italien                                              | 1:50,309  | Maksim Pjatroŭ Belarus                                                    | 1:50,583  |
| C–1 1000 m | Sebastian Brendel Tyskland                                           | 3:50,503  | Martin Fuksa Tjeckien                                               | 3:51,303  | Isaquias Queiroz Brasilien                                                | 3:52,542  |
| C–1 5000 m | Sebastian Brendel Tyskland                                           | 23:34,796 | Serguey Torres Kuba                                                 | 23:37,312 | Mateusz Kamiński Polen                                                    | 23:42,522 |
| C–2 200 m  | Ryssland Ivan Sjtyl Aleksandr Kovalenko                              | 36,088    | Polen Michał Lubniewski Arsen Śliwiński                             | 36,673    | Ungern Ádám Fekete Jonatán Hajdu                                          | 36,762    |
| C–2 500 m  | Ryssland Ivan Sjtyl Viktor Melantiev                                 | 1:38,868  | Rumänien Victor Mihalachi Leonid Carp                               | 1:39,796  | Italien Sergiu Craciun Nicolae Craciun                                    | 1:39,979  |
| C–2 1000 m | Tyskland Peter Kretschmer Yul Oeltze                                 | 3:31,613  | Kuba Serguey Torres Fernando Enriquez                               | 3:31,955  | Ryssland Viktor Melantiev Vladislav Tjebotar                              | 3:33,123  |
| C–4 1000 m | Tyskland Sebastian Brendel Stefan Kiraj Jan Vandrey Conrad Scheibner | 3:14,893  | Polen Piotr Kuleta Marcin Grzybowski Tomasz Barniak Wiktor Glazunow | 3:16,798  | Ukraina Denys Kamerylov Vitalij Verheles Eduard Sjemetylo Denys Kovalenko | 3:17,198  |

#### Kajak
| Gren       | Guld                                                                  | Tid       | Silver                                                           | Tid       | Brons                                                                | Tid       |
| K–1 200 m  | Liam Heath Storbritannien                                             | 33,733    | Bence Horváth Ungern                                             | 34,070    | Aleksejs Rumjancevs Lettland                                         | 34,439    |
| K–1 500 m  | Josef Dostál Tjeckien                                                 | 1:36,520  | René Holten Poulsen Danmark                                      | 1:38,267  | Oleh Kucharyk Ukraina                                                | 1:38,483  |
| K–1 1000 m | Tom Liebscher Tyskland                                                | 3:27,754  | Fernando Pimenta Portugal                                        | 3:27,993  | Josef Dostál Tjeckien                                                | 3:28,576  |
| K–1 5000 m | Fernando Pimenta Portugal                                             | 20:46,907 | Max Hoff Tyskland                                                | 20:50,259 | Aleh Jurenja Belarus                                                 | 21:00,828 |
| K–2 200 m  | Ungern Balázs Birkás Márk Balaska                                     | 30,912    | Spanien Cristian Toro Carlos Garrote                             | 31,278    | Serbien Marko Novaković Nebojša Grujić                               | 31,451    |
| K–2 500 m  | Spanien Rodrigo Germade Marcus Walz                                   | 1:27,979  | Ungern Bence Nádas Sándor Tótka                                  | 1:29,107  | Belarus Raman Petrusjenka Vital Bjalko                               | 1:29,518  |
| K–2 1000 m | Serbien Milenko Zorić Marko Tomićević                                 | 3:08,647  | Slovakien Peter Gelle Adam Botek                                 | 3:10,725  | Tjeckien Daniel Havel Jakub Špicar                                   | 3:10,853  |
| K–4 500 m  | Tyskland Tom Liebscher Ronald Rauhe Max Rendschmidt Max Lemke         | 1:17,734  | Spanien Rodrigo Germade Cristian Toro Carlos Garrote Marcus Walz | 1:18,371  | Tjeckien Daniel Havel Jan Štěrba Jakub Špicar Radek Šlouf            | 1:18,729  |
| K–4 1000 m | Australien Kenny Wallace Jordan Wood Riley Fitzsimmons Murray Stewart | 2:50,576  | Ungern Zoltán Kammerer Dániel Pauman Dávid Tóth Benjámin Ceiner  | 2:50,931  | Tyskland Kai Spenner Lukas Reuschenbach Kostja Stroinski Tamás Gecső | 2:53,146  |

### Damer

#### Kanadensare
| Gren      | Guld                                           | Tid      | Silver                                   | Tid      | Brons                              | Tid      |
| C–1 200 m | Laurence Vincent-Lapointe Kanada               | 45,478   | Olesia Romasenko Ryssland                | 46,136   | Kincső Takács Ungern               | 47,178   |
| C–2 500 m | Kanada Katie Vincent Laurence Vincent-Lapointe | 1:56,752 | Ryssland Irina Andreeva Olesia Romasenko | 1:57,264 | Belarus Kamila Bobr Alena Nazdrova | 1:57,858 |

#### Kajak
| Gren       | Guld                                                                   | Tid       | Silver                                                                  | Tid       | Brons                                                             | Tid       |
| K–1 200 m  | Lisa Carrington Nya Zeeland                                            | 38,433    | Emma Jørgensen Danmark                                                  | 38,996    | Špela Ponomarenko Janić Slovenien Milica Starović Serbien         | 39,564    |
| K–1 500 m  | Volha Chudzenka Belarus                                                | 1:48,421  | Lisa Carrington Nya Zeeland                                             | 1:48,710  | Emma Jørgensen Danmark                                            | 1:50,465  |
| K–1 1000 m | Alyce Burnett Australien                                               | 3:55,971  | Karin Johansson Sverige                                                 | 3:58,181  | Rachel Cawthorn Storbritannien                                    | 3:59,036  |
| K–1 5000 m | Dóra Bodonyi Ungern                                                    | 23:17,862 | Tabea Medert Tyskland                                                   | 23:19,214 | Lani Belcher Storbritannien                                       | 23:28,236 |
| K–2 200 m  | Ungern Réka Hagymási Ágnes Szabó                                       | 37,445    | Italien Susanna Cicali Francesca Genzo                                  | 37,508    | Storbritannien Angela Hannah Hannah Brown                         | 37,993    |
| K–2 500 m  | Nya Zeeland Caitlin Ryan Lisa Carrington                               | 1:38,687  | Tyskland Tina Dietze Franziska Weber                                    | 1:40,582  | Slovenien Špela Ponomarenko Janić Anja Ostermann                  | 1:40,804  |
| K–2 1000 m | Ungern Erika Medveczky Ramóna Farkasdi                                 | 3:37,149  | Tyskland Tabea Medert Melanie Gebhardt                                  | 3:42,061  | Polen Paulina Paszek Justyna Iskrzycka                            | 3:42,838  |
| K–4 500 m  | Ungern Tamara Takács Erika Medveczky Krisztina Fazekas-Zur Ninetta Vad | 1:29,784  | Tyskland Tina Dietze Franziska Weber Steffi Kriegerstein Sabrina Hering | 1:30,084  | Nya Zeeland Aimee Fisher Caitlin Ryan Kayla Imrie Lisa Carrington | 1:30,215  |